# Canadarm

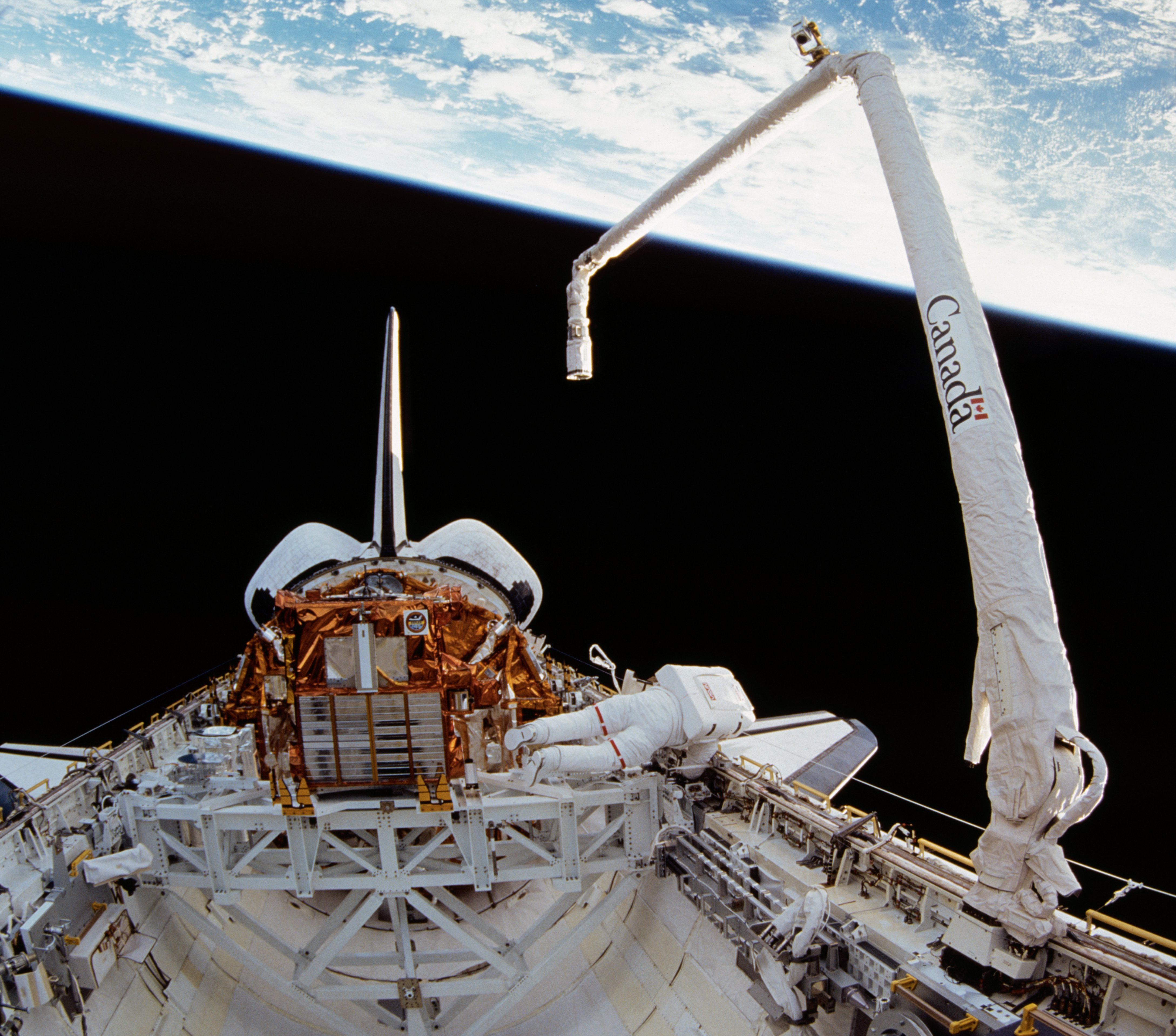
Canadarm (a la derecha) durante la misión del transbordador espacial STS-72

El Shuttle Remote Manipulator System (SRMS) (en español, Sistema remoto manipulador espacial), también conocido como Canadarm (acrónimo en inglés de «Canadabrazo»), retroactivamente llamado Canadarm1, es una serie de brazos robóticos que fueron utilizados en el transbordador espacial para desplegar, maniobrar y capturar cargas. Después del accidente del transbordador espacial Columbia, el Canadarm se empleaba siempre junto al Sistema sensor de la pluma del orbitador (OBSS), el cual fue usado para inspeccionar los daños en el sistema de protección térmica del exterior del transbordador.

## Desarrollo

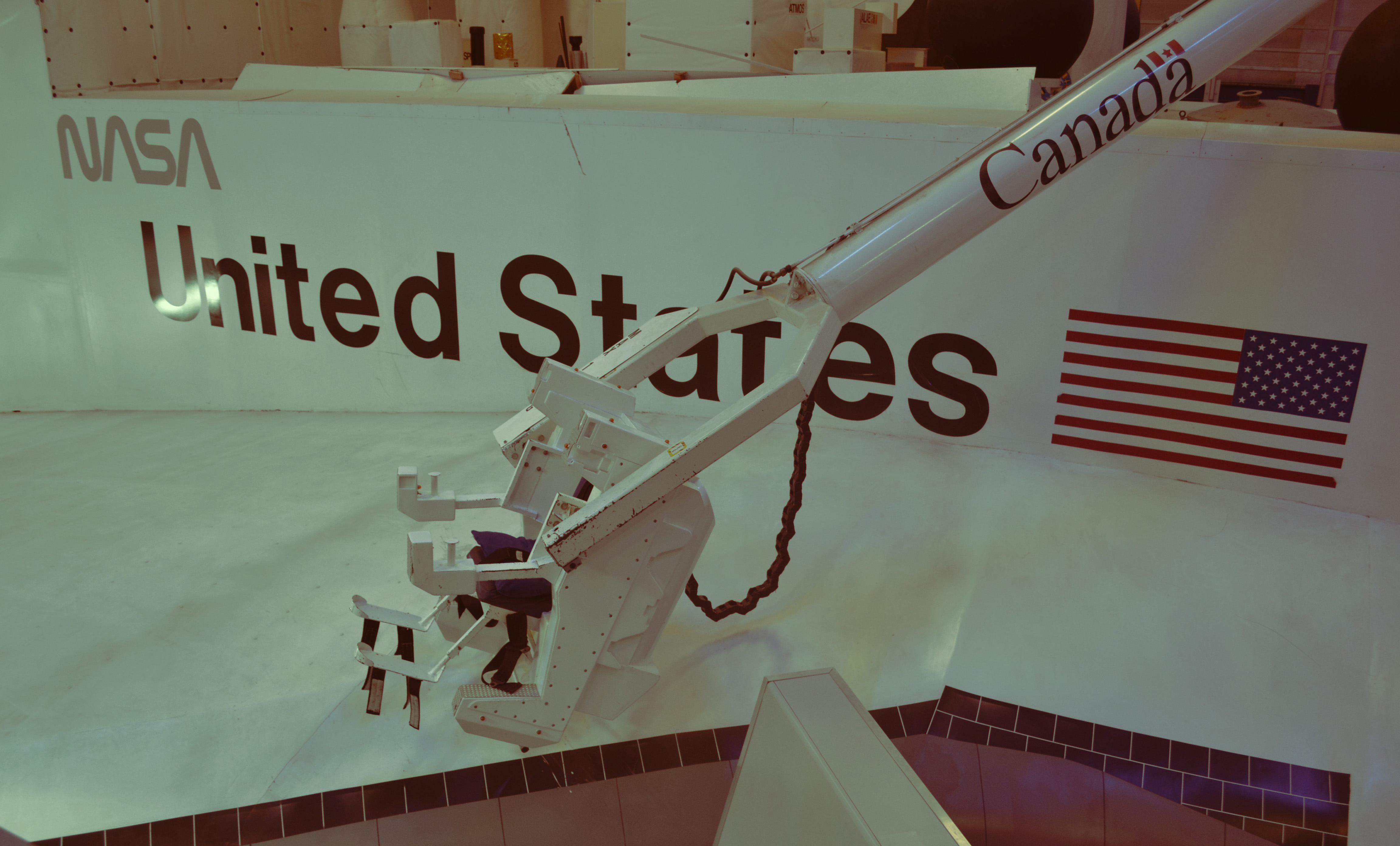
Réplica en tamaňo real del SRMS, también conocido como Canadarm (Canadarm 1) en el Euro Centro Espacial en Bélgica

En 1969, Canadá fue invitado por la Administración Nacional de Aeronáutica y el Espacio (NASA) para participar en el programa del Transbordador espacial. Aunque en aquel momento se ignoraba cual sería la participación de Canadá, ya se tenía identificado al sistema manipulador como componente importante. La compañía canadiense DSMA ATCON había desarrollado un robot para cargar combustible a los reactores nucleares CANDU; este robot llamó la atención de la NASA. En 1975, la NASA y el Consejo Nacional Canadiense de Investigaciones firmó un protocolo de entendimiento en el cual Canadá desarrollaría y construiría el SRMS.
El Consejo Nacional Canadiense de Investigaciones otorgó el contrato para construir el manipulador a Spar Aeroespace. Tres sistemas fueron construidos dentro del contrato para el diseño, desarrollo, prueba y evaluación: un modelo de ingeniería para asistir en el diseño y prueba del Canadarm, un modelo calificador que estuvo sometido a pruebas medioambientales para calificar su diseño para su uso en el espacio y una unidad de vuelo. 

## Derivados

### Canadarm2

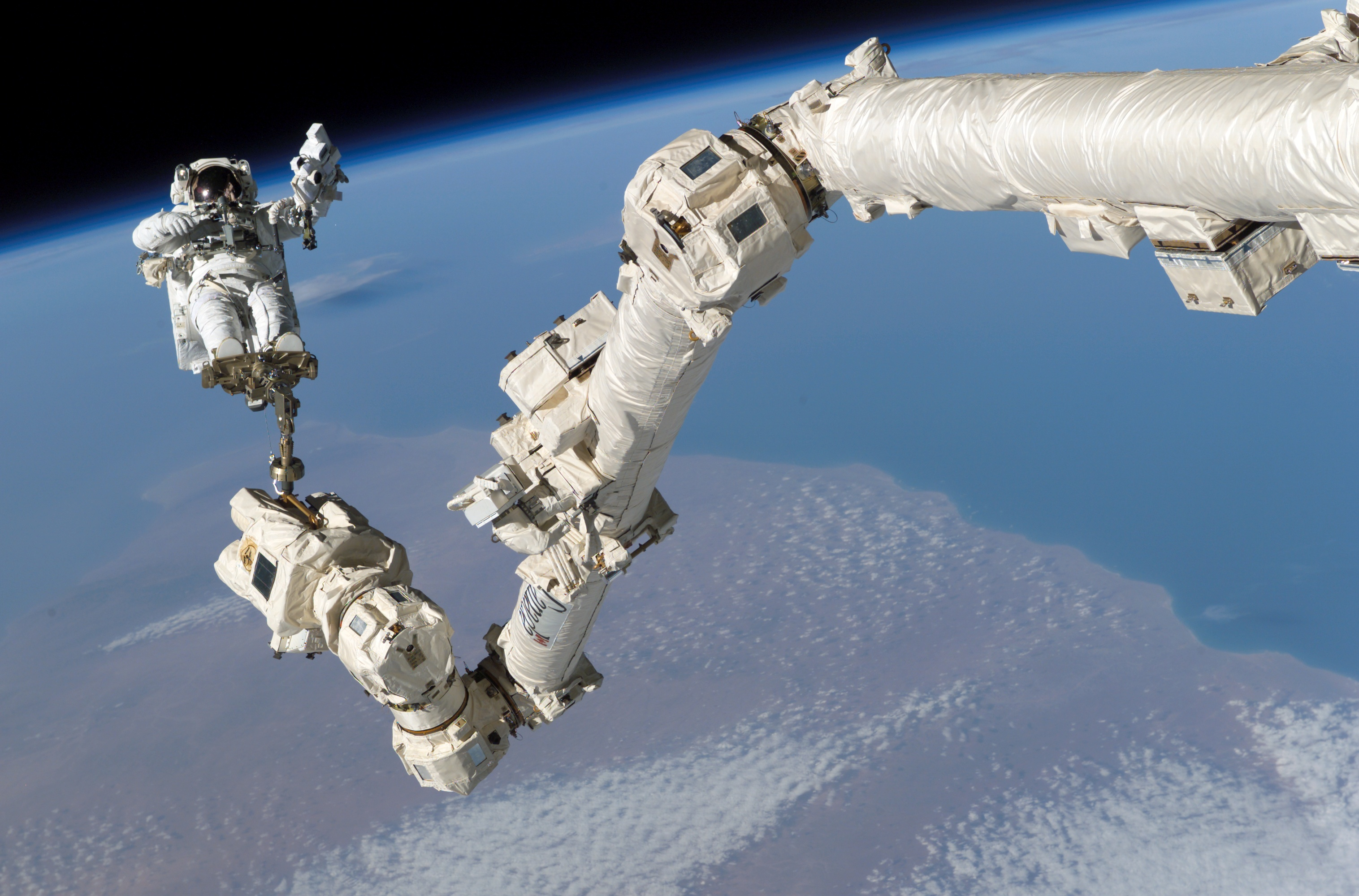
Canadarm2

Basado en el Canadarm1, el más largo Canadarm2 usado para el atraque de entramados, vehículos comerciales y las inspección de toda la Estación Espacial Internacional.

### Canadarm3
Este más pequeño Canadarm3 será usado para el atraque de módulos e inspección de toda la plataforma orbital.